# Wärmeentwesung

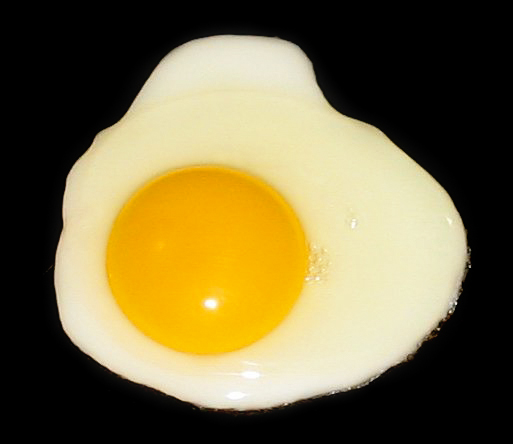
Die Denaturierung von Eiweißverbindungen beginnt bei ca. 42 °C und ist irreversibel.

Die Wärmeentwesung ist ein Verfahren der Schädlingsbekämpfung und basiert auf dem Prinzip, dass Milben, Käfer und Motten bzw. deren Eiablagen, Larven, Puppen, bei einer Temperatur ab ca. 42 °C durch Eiweiß-Gerinnung abgetötet werden. Sie wird häufig in Getreidemühlen, Lagerhäusern und ähnlichen Betrieben angewendet, um keine Pestizide einsetzen zu müssen.

## Die Behandlung
Es gibt zwei thermische Verfahren (Erwärmung der Luft mittels dafür vorgesehenen Spezialöfen):
- kalte Außenluft wird erhitzt und durch das Gebäude gedrückt
- nur die Raumluft wird im Umluftverfahren erwärmt

Für eine Wärmeentwesungs-Behandlung sind kaum Vorbereitungsmaßnahmen notwendig. Es genügt, Fenster, Türen und sonstige Maueröffnungen zu schließen. Maschinen oder Fördersysteme müssen nicht demontiert oder geöffnet, lediglich leer gefahren werden.
Die Anzahl der einzusetzenden Wärmeentwesungs-Öfen wird bestimmt durch Gebäudekonstruktion, Raumvolumen, Anlagen und Einrichtungen. Die Öfen erwärmen die gesamte Raumluft langsam im Umluftverfahren.
Die Thermostate sorgen dafür, dass die Abtötungstemperatur zwischen mindestens 50 °C und maximal 60 °C jederzeit und überall eingehalten wird. Dies garantiert eine optimale Wirkung und schließt Hitzeschäden am Gebäude oder an der Infrastruktur aus. Die Behandlungsdauer hängt vom Raumvolumen ab und es muss sichergestellt werden, dass die Zieltemperatur mindestens 12 bis 40 Stunden gehalten wird, damit auch in Maschinen und Hohlräumen eine optimale Einwirkzeit erreicht wird.

Befahrbare Wärmekammer, 900 Liter Nutzraum

Im industriellen Bereich ist die Wärmeentwesung in einer Wärmekammer energetisch am sinnvollsten, da hier die Wärmeentwesung z. B. bei der Palettenfertigung fast kontinuierlich notwendig ist. Eine Wärmekammer hat sehr dünne Innenwände und eine Isolationsschicht, zumeist Steinwolle, zwischen den Innenwänden und dem Außenmantel. Beim Aufheizen müssen nur die Innenwände aufgeheizt werden, damit eine gleichförmige Temperaturverteilung erreicht wird. Eine Frischluftzufuhr ist bei der Wärmeentwesung nicht notwendig und somit kann der Energiebedarf hierfür auch eingespart werden. Die Energiekosten sind der größte Anteil an den Betriebskosten. 
Für die Regelung der Temperatur werden heute keine Thermostaten mehr eingesetzt, sondern elektronische PID-Regler. Dadurch entfällt die Schalthysterese und nahezu verschleißfrei kann eine feste Temperatur eingeregelt werden, ohne „Überschwinger“ beim Aufheizen.
- Wärmekammern für die Wärmeentwesung werden bevorzugt in einer befahrbaren Version ausgeführt. Dadurch entfällt das manuelle Be- und Entladen. Während das Produkt eingefahren wird, wird die Kammer nur kurz geöffnet und somit ist der Wärmeverlust ebenfalls minimal.
- Üblicherweise sind diese Wärmekammern heute mit einem elektronischen Temperaturregler, einer motorischen Luftumwälzung, einem Temperaturbegrenzer und einer elektrischen Heizung aus Rohrheizkörpern ausgestattet. Der elektronische Temperaturregler ersetzt heute den Thermostaten, der meist sehr teuer und ungenau ist. Die motorische Luftumwälzung stellt sicher, dass im ganzen Nutzraum die gleiche Temperatur erreicht wird und somit die Wärmebehandlung im ganzen Nutzraum sichergestellt ist. Der Temperaturbegrenzer überwacht, zusätzlich zum Regler, die Temperatur in der Kammer. Bei einer Störung des Reglers oder der Steuerung schaltet der Temperaturbegrenzer die Heizung vollständig ab, sodass keine Gefahr für das Produkt, die Wärmekammer und die Umgebung besteht.